# Аль-Джафари, Ибрахим
Ибрахи́м аль-Джафари́ (араб. إبراهيم الأشيقر الجعفري ‎, р. 25 марта 1947, Кербела, Ирак) — иракский политический и государственный деятель, премьер-министр страны с 7 апреля 2005 по май 2006. Министр иностранных дел с сентября 2014 по октябрь 2018.
Один из лидеров партии «Дава».

## Биография
Родился в 1947 году в городе Кербела и учился в Мосульском университете на врача (получил диплом бакалавра в 1974 году).
В 1968 году стал членом, а с 1974 года — активистом исламской партии «Дава», находившейся в оппозиции режиму Саддама Хусейна. В 1980 году  эмигрировал в Иран, где взял свою теперешнюю фамилию, чтобы оградить семью от возможных преследований. Сотрудничал с оппозиционным иракским Советом исламской революции. В 1989 году перебрался в Лондон в качестве официального представителя партии «Дава» в Великобритании, где принял участие в создании широкого фронта иракской оппозиции.
Выступал против международной интервенции в Ирак. Вскоре после вторжения американских войск в Ирак (2003) вернулся на родину. В июле 2003 года он вошёл во Временный управляющий совет Ирака и стал его первым председателем, а также — на 1 месяц — первым после Саддама Хусейна исполняющим обязанности президента страны.
Под его руководством исламская партия «Дава» вошла в коалицию шиитских партий и движений «Объединённый иракский альянс» (ОИА) из 22 партий и движений, а сам аль-Джафари занял место заместителя лидера альянса.
Был одним из двух вице-президентов страны при Временном правительстве с 2004 по 2005 год. Отказался занять пост премьер-министра из-за острых разногласий с представителями курдов по вопросу об автономии Курдистана и принадлежности г. Киркука.
7 апреля 2005 года, после серьёзного успеха шиитов на парламентских выборах(48,2% голосов и 140 из 275 мест в парламенте), президент Джалал Талабани назначил его премьер-министром. 28 апреля он был утверждён на этом посту иракским парламентом.
Находясь на своём посту, не сумел наладить нормальную жизнь в стране, положить конец насилию, и наладить отношения с суннитами, курдами и светскими политиками, настаивая на введении судопроизводства на основе шариата.
После принятия новой конституции страны 15 декабря 2005 года прошли новые парламентские выборы. ОИА получил 128 мест и был вынужден формировать коалицию с другими партиями, которая после полугодовых переговоров согласовала на пост премьера Нури аль-Малики.

## После ухода с поста премьера
В мае 2008 года покинул партию «Дава», основав и возглавив новую партию «Движение национальных реформ»
На выборах 7 марта 2010 года возглавляемый им «Иракский национальный альянс» (ИНА), ставший преемником ОИА, получил 70 мест, заняв третье место. ИНА вошёл в правящий альянс вместе с занявшим второе место «Коалицией в поддержку государства закона».
После выборов в апреле 2014 года (партия «Движение национальных реформ» получила всего 6 мест) новый премьер-министр страны Х. Аль-Абади, назначил его на пост министра иностранных дел, на котором он пробыл до 25 октября 2018 года.
В феврале 2018 осудил турецкое вторжение в северную Сирию, направленное на изгнание поддерживаемых США сирийских курдов из анклава Африн.